# لي يانغ-جونغ
لي يانغ-جونغ (هانغل: 이양종) هو لاعب كرة قدم كوري جنوبي في مركز حراسة المرمى، ولد في 17 يوليو 1989 في بوسان في كوريا الجنوبية. لعب مع نادي دايجو.

## وصلات خارجية
- لي يانغ-جونغ على موقع دوري كوريا الجنوبية (الإنجليزية)
- لي يانغ-جونغ على موقع قاعدة بيانات كرة القدم.إي يو (الإنجليزية)
- لي يانغ-جونغ على موقع Soccerway.com (الإنجليزية)